# 張守珪
張 守珪（ちょう しゅけい、生年不詳-開元27年（739年））は唐代玄宗期の軍人。北辺で戦功をたて、節度使に就任した。部下の敗戦を隠蔽したことから、左遷させられた。安禄山を引き立てたことで知られる。

## 経歴

### 国家の良将
陝州、河北の出身。たくましい容貌をし、騎射に長け、意気盛んにして節度ある性格であったという。
まず、平楽府の将として、戦功をあげる。郭虔瓘の命令で、北庭鎮を救援に赴き、先頭に立って苦戦の末に敵を破った。千人以上の首をあげ、統率していた頡斤（突厥の族長の称号）を一人捕らえた。
開元年間の初期に、突厥が北庭に攻め込んできた時は、郭虔瓘の命で朝廷に入り、玄宗に状況を述べた。突厥は敗北し、張守珪は游撃将軍、幽州良社府果毅に昇進した。幽州刺史の盧斉卿から重く厚遇され、座席をともにした。「貴殿は、必ず幽、涼地方の節度使となり、国家の良将となるだろう」と評された。その後、左金吾員外将軍となった。
開元15年（727年）、吐蕃が瓜州を攻め落とし、王君㚟が戦死し、河西地方は震撼していた。張守珪は瓜州刺史に任じられ、州城を守ることとなった。防備の板を少し立てたところで、吐蕃軍が急に城下にあらわれた。張守珪は、「敵は多く、こちらは少ない。しかも、敗北の後である。矢や石で抵抗するのではなく、策をもって制するべきだ」と語り、将士に城の上で酒宴を楽しませた。吐蕃軍は城内に防備があるかと疑い、退却した。（空城計）。張守珪はこれを追撃し、敗走させた。その後、城を修復され、流亡したものを集め、以前と同様の状態に戻した。戦功により、銀青光禄大夫となり、瓜州に都督府が置かれ、その都督に任じられた。
開元16年（728年）、鄯州都督となり、隴右節度使に任じられた。

### 契丹との戦い
開元21年（733年）、幽州長史、御史中丞、営州都督、河北節度副大使、河北採訪処置使になる。この頃、契丹と奚が例年、攻め込んできており、趙含章、薛楚玉といった前任者たちは防ぐことができない状態であったが、張守珪はしばしば出撃し、全て勝利におさめた。そのため、契丹の可汗・屈烈と衙官・可突干は、偽って降伏した。張守珪は、その虚偽を察し、管記右衛騎曹の王悔を派遣し、さぐらせた。契丹は本営を西北に向かわせ、突厥に使者を送り、王悔を殺そうとしていた。そこで、王悔は可突干と権力を争っていた契丹の李過折を誘い、夜間に屈烈と可突干を斬らせた。屈烈ら一党は全て殺され、残りは全て降伏した。張守珪は、屈烈と可突干の首を洛陽に送った。
開元23年（735年）、張守珪は洛陽に詣でたため、玄宗は酒宴を開き、詩賦で褒め称えた。輔国大将軍、右羽林大将軍、御史大夫が加えられる。

### 思わぬ陥落
開元24年（736年）、養子である平盧討撃使・安禄山が奚と契丹に敗北する。彼を長安に送り、判断を朝廷に委ねる。張九齢の反対があったが、玄宗は助命する。
開元26年（738年）、張守珪の裨将・趙堪と白真陀羅が張守珪の命令を偽り、平盧軍使・烏知義に奚の余党を攻撃するように命じた。烏知義は固辞したが、白真陀羅が勅命を偽ったため、烏知義はやむを得ず、攻撃し、初めは勝利したが、次は敗北した。
張守珪は敗北を隠し、勝利したことだけを奏上したが、事実が漏れた。玄宗は宦官の牛仙童に調査を命じた。張守珪は牛仙童に賄賂を送り、罪を全て、白真陀羅に押しつけ自殺させた。
開元27年（739年）、牛仙童は告発され、玄宗の命で楊思勗に殺された。張守珪は括州刺史に左遷となり、すぐに背中に疽を発し、死去した。弟の張守琦は左驍衛将軍、張守瑜は金吾将軍まで至った。子に張献誠がいる。

## エピソード
- 瓜州都督の時、吐蕃に水路が壊され、木材が不足し、修復が困難であった。そのため、祈祷を行うと、山水によって、城下にたくさんの材木が流れてきた。水路の修復に成功し、州の人によって、この事跡が石にまで刻まれた。

## 伝記資料
- 『旧唐書』巻百三 列伝第五十三「張守珪伝」
- 『新唐書』巻百三十三 列伝第五十八 「張守珪伝」
- 『資治通鑑』